# Eric André
Eric Samuel André (ur. 4 kwietnia 1983 w Boca Raton na Florydzie) – amerykański aktor, komik, osobowość telewizyjna, scenarzysta i producent telewizyjny pochodzenia haitańsko-żydowskiego. Od 2012 jest gospodarzem utrzymywanego w konwencji talk-show serialu komediowego The Eric Andre Show, którego jest współautorem, emitowanego w nocnym bloku programowym Adult Swim.
Zagrał Mike’a w serialu FXX Man Seeking Woman (2015–2017), użyczył głosu hienie o imieniu Azizi w remake’u filmu animowanego Król lew (2019). Angażuje się również w projekt muzyczny o nazwie Blarf. W 2020 w serwisie Netflix ukazała się komedia Andre: Legalize Everything z Erikiem André w roli głównej.

## Życiorys
Urodził się i dorastał w Boca Raton na Florydzie jako syn imigrantów. Jego matka jest Żydówką a ojciec Haitańczykiem, pracował jako lekarz. On sam uważa siebie za czarnoskórego Żyda.
W 2001, po ukończeniu Dreyfoos School of the Arts w West Palm Beach na Florydzie, André podjął studia w klasie kontrabasu na Berklee College of Music w Bostonie, uzyskał tam tytuł Bachelor of Fine Arts w 2005 roku.
Był scenarzystą i producentem komedii Pranksterzy w trasie (Bad Trip, 2020), gdzie wystąpił jako Chris Carey.

## Życie prywatne
Eric André przez rok spotykał się z amerykańską aktorką Rosario Dawson. Jest biseksualny. Zadeklarowany ateista agnostyczny, praktykuje medytację transcendentalną. W wyborach prezydenckich, które odbyły się w 2020 roku w Stanach Zjednoczonych poparł kandydata Partii Demokratycznej Berniego Sandersa.